# Гайберг
Гайберг (нем. Gaiberg) — община в Германии, в земле Баден-Вюртемберг. 
Подчиняется административному округу Карлсруэ. Входит в состав района Рейн-Неккар.  Население составляет 2704 человека (на 31 декабря 2010 года). Занимает площадь 4,15 км².